# 伊塔佩 (尼日利亚)
伊塔佩（英語：Itakpe），又译作伊塔克佩，是尼日利亚科吉州的一个城镇。
伊塔佩镇内和周围的伊塔佩山含有非常纯净的铁矿石矿藏。尼日利亚国家铁矿石开采公司就设在这里，这个公司负责把伊塔佩的矿石供应到阿焦库塔和Aladja，也出口矿石。伊塔佩矿床位于科吉州奥凯内附近，距尼日尔河与贝努埃河的交会处约50千米。伊塔佩的矿山于1993年开始生产供应铁矿石，第一列装载矿石的列车也在同年发往阿焦库塔，但是基础设施落后以及阿焦库塔钢铁厂并没有完工，铁矿石供应中断。
尼日利亚“三纵五横”铁路网的中线铁路始于伊塔佩。中线铁路最初规划即为伊塔佩至瓦里的货运线路，用于将铁矿石运输到阿焦库塔的钢厂与Aladja轧钢厂，然后阿焦库塔生产的钢材经中线铁路运输到三角洲州瓦里的大西洋港口，但是铁路建设项目多次停摆。2020年9月29日，尼日利亚中线铁路才通车，但是伊塔佩的铁路货运服务直到2021年4月才开通。